# Октеракт
| Октеракт             | Октеракт                        |
| -------------------- | ------------------------------- |
| Октеракт             |                                 |
| Тип                  | Правильный восьмимерный политоп |
| Символ Шлефли        | {4,3,3,3,3,3,3}                 |
| 7-мерных ячеек       | 16                              |
| 6-мерных ячеек       | 112                             |
| 5-мерных ячеек       | 448                             |
| 4-мерных ячеек       | 1120                            |
| Ячеек                | 1792                            |
| Граней               | 1792                            |
| Рёбер                | 1024                            |
| Вершин               | 256                             |
| Вершинная фигура     | Правильный 7-симплекс           |
| Двойственный политоп | 8-ортоплекс                     |

Октеракт, или 8-гиперкуб, или гексадеказеттон — восьмимерный гиперкуб, аналог куба в восьмимерном пространстве. Определяется как выпуклая оболочка 256 точек {\displaystyle [\pm 1,\pm 1,\pm 1,\pm 1,\pm 1,\pm 1,\pm 1,\pm 1]}.

## Связанные политопы
Двойственное октеракту тело — 8-ортоплекс, восьмимерный аналог октаэдра.
Если применить к октеракту альтернацию (удаление чередующихся вершин), можно получить однородный восьмимерный многогранник, называемый полуоктеракт, который является представителем семейства полугиперкубов.

## Свойства
Если у октеракта {\displaystyle a} — длина ребра, то существуют следующие формулы для вычисления основных характеристик тела:
8-гиперобъём:
{\displaystyle V_{8}=a^{8}}
7-гиперобъём гиперповерхности:
{\displaystyle V_{7}(hypersurface)=16a^{7}}
Радиус описанной гиперсферы:
{\displaystyle R={a{\sqrt {2}}}}
Радиус вписанной гиперсферы:
{\displaystyle r={\frac {a}{2}}}

## Состав
Октеракт состоит из:
- 16 гептерактов,
- 112 гексерактов,
- 448 пентерактов,
- 1120 тессерактов,
- 1792 кубов или ячеек,
- 1792 квадратов или граней,
- 1024 отрезков или рёбер,
- 256 точек или вершин.

## Визуализация
Октеракт можно визуализировать либо параллельным, либо центральным проецированием. В первом случае обычно применяется косоугольная параллельная проекция, которая представляет собой 2 равных гиперкуба размерности n-1, один из которых может быть получен в результате параллельного переноса второго (для октеракта это 2 гептеракта), вершины которых попарно соединены. Во втором случае обычно используют диаграмму Шлегеля, которая выглядит как гиперкуб размерности n-1, вложенный в гиперкуб той же размерности, у которых вершины также попарно соединены (для октеракта проекция представляет собой гептеракт, вложенный в другой гептеракт).